# Alliance Vanille
Die Alliance Vanille (benannt nach dem auf den diversen Inseln weit verbreiteten Gewürz Vanille) ist eine 2015 von den Anliegerstaaten des Indischen Ozeans gegründete Luftfahrtallianz. Gründungsmitglieder sind Air Austral, Air Madagascar, Air Mauritius, Air Seychelles und Int’Air Îles.

## Geschichte
Eigentlich wollte die Vereinigung der Anliegerstaaten des Indischen Ozeans ursprünglich eine neue Regionalfluggesellschaft gründen, dagegen wehrte sich aber Air Mauritius. So wurde im Oktober 2015 eine neue Luftfahrtallianz mit dem Namen Alliance Vanille gegründet. Ziel der Allianz ist Förderung des Tourismus und die Flugverbindungen zwischen den einzelnen Inseln zu verbessern. Weiter sollen die einzelnen Vielfliegerprogramme zusammengefasst werden und Verkauf sowie die Ausbildung koordiniert werden.